# Мовчан, Виталий Анатольевич
Вита́лий Анато́льевич Мовча́н (17 марта 1998 — 24 февраля 2022) — украинский военный, лейтенант. Герой Украины (2022, посмертно).
Во время вторжения России на Украину в противовоздушном бою уничтожил вражеский бомбардировщик и беспилотный аппарат противника. Погиб, посмертно был награждён званием Герой Украины с вручением ордена «Золотая Звезда».